# Jelena Wladimirowna Schalamowa
Jelena Wladimirowna Schalamowa (russisch Елена Владимировна Шаламова; * 4. Juli 1982 in Astrachan, Russische SFSR, Sowjetunion) ist eine russische Rhythmische Sportgymnastin und Olympiasiegerin.
Bei den Olympischen Spielen 2000 in Sydney gewann die 176 cm große Schalamowa im Alter von 18 Jahren gemeinsam mit Marija Netjossowa, Irina Silber, Wera Schimanskaja, Natalja Lawrowa und Irina Belowa die Goldmedaille im Teamwettbewerb.
2001 wurde sie Europameisterin zusammen mit Marija Netjossowa, Olesja Belugina, Wera Schimanskaja, Natalja Lawrowa und Irina Belowa.
Seit dem Ende ihrer sportlichen Karriere arbeitet Schalamowa als Trainerin in Moskau.

## Auszeichnungen
- 2000:  Verdienter Meister des Sports Russlands[7][8]
- 2001:  Orden der Freundschaft[9][10][11]